# Rhizosomichthys totae
Rhizosomichthys totae är en fiskart som först beskrevs av Clifford Miles 1942.  Rhizosomichthys totae ingår i släktet Rhizosomichthys och familjen Trichomycteridae. IUCN kategoriserar arten globalt som utdöd. Inga underarter finns listade i Catalogue of Life.